# Ōuchi Chikatsuna
Ōuchi Chikatsuna (片平親綱?; 1550 – 1626) è stato un samurai giapponese del periodo Sengoku della provincia di Mutsu.
Conosciuto anche come Katahira Chikatsuna era fratello di Ōuchi Sadatsuna e servitore del clan Ashina. Nel 1589 gli furono affidate delle terre dopo che tornò al servizio del clan Date assieme al fratello. Questi possedimenti vennero ampliati dopo la vittoria nella battaglia di Suriagehara.